# Капитолий (холм)
Капито́лий (Капитоли́йский холм; лат. Capitolium, Capitolinus mons, итал. il Campidoglio, Monte Capitolino) — один из семи холмов, на которых возник Древний Рим. На Капитолии находился Капитолийский храм, который тоже называли Капитолием, где происходили заседания сената и народные собрания.

## Географическое положение
Капитолийский холм, наименьший из всех холмов Рима, возвышается близ южного берега Тибра, к северо-западу от Палатинского холма, над расположенным в долине форумом, до 46 м над уровнем моря.

## История

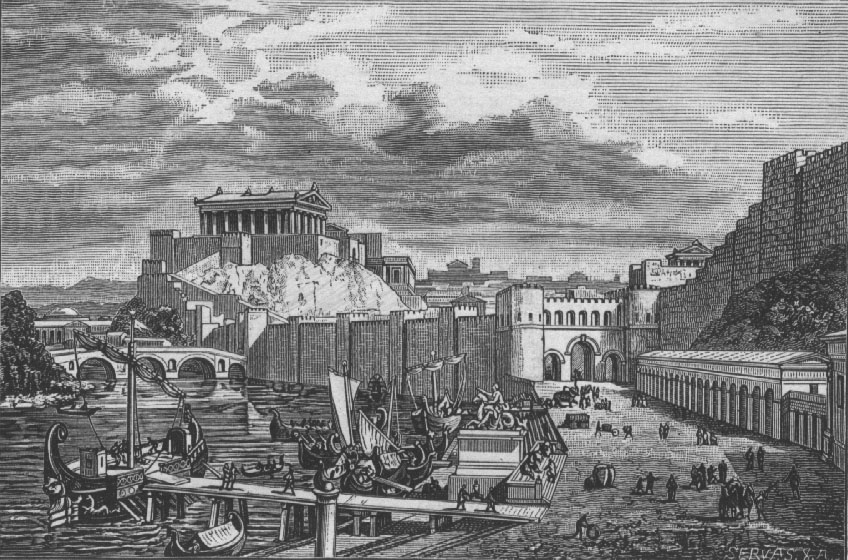
Капитолий в времена Римской республики

### Античность
Капитолий был, как можно предположить, со всех сторон укрепленной недоступной крепостью Рима времен Сервия Туллия. Немногие следы сохранились от стены, окружавшей весь холм и обнимавшей два отдельных укрепления: так называемую Аrх, или цитадель, и Капитолий. Кроме главной дороги (Clivus Capitolinus), в 174 году до н. э. вымощенной лавой и в некоторых местах украшенной арками, на вершину холма вело ещё несколько путей для пешеходов. Один из них (Centum gradus) вел ступенями на юго-восток холма в том месте, где находилась знаменитая Тарпейская скала. К цитадели вели также ступени от храма Согласия и Карцера — древней государственной темницы; у Карцера от этого пути отделялась так называемая Гемониева терраса (Scalae Gemoniae), на которую при императорах кидались тела казнённых. В цитадели находился авгуракул — место, где авгуры занимались ауспициями; здесь на каменном седалище во время инавгурации (XIII, 41) сидел авгур. Ниже авгуракула находился, как предполагают, построенный Марием храм Чести и Доблести (Honos et Virtus). Гарнизон в цитадели в историческое время не помещался никогда. На том месте цитадели, где теперь возвышается церковь Санта Мария в Арачели, стоял храм Юноны Советницы (Juno Moneta), построенный, как гласит предание, по обету Камилла во время войны с аврунками. При храме находился — вероятно, для большей безопасности — монетный двор.
Высшую точку на юг холма занимал Капитолийский храм Юпитера (aedes Jovis optimi maximi), или Капитолий в узком смысле слова, величайшее святилище римлян. Основание храма приписывается Тарквиниям, но окончание его относится к 1-му году республики. Перед ним возвышались три ряда дорических колонн, с боков — по одному ряду. Параллельные стены делили его на три отдела (cellae), посвященные Юпитеру, Минерве и Юноне. В Юпитеровой (центральной) целле иногда происходили заседания сената. Снаружи и внутри храм так был загроможден трофеями счастливых войн и посвящениями, что в 179 году до н. э. пришлось его очистить от них. По окончании 2-й пунической войны потолок храма был позолочен и пол застлан мозаикой. В 83 году храм сгорел дотла: истреблены были даже хранившаяся в подземельях под ним Сивиллины книги, но спасены статуи римских царей и Брута; а также храмовая казна. Сулла начал возобновление храма по прежнему плану, но с большим великолепием, оно окончено в 69 году. В 69 и 80 году храм снова горел и был возобновлен Домицианом.
С V столетия началось постепенное разграбление храма, а затем и постепенное уничтожение; даже фундамент его не сохранился, так как каменоломни под ним стали обваливаться, и когда в XVI веке Кафарелли воспользовались им для своего дворца, он уже лежал в развалинах. На дворе храма капитолийская коллегия (то есть корпорация лиц, живших на Капитолии) в древности справляла свои игры; здесь происходили и собрания народные, вроде того, которое повело к катастрофе старшего Гракха. Многочисленны были здесь статуи богов и знаменитых людей. В правление Августа статуй набралось столько, что пришлось часть их перенести на Марсово поле.
У подножья храма Юпитера, высившегося над всеми прочими, возник целый ряд меньших храмов, в том числе Храм Юпитера-хранителя. На Капитолийском холме сохранялись бронзовые таблички с государственными договорами, заключенными Римом с другими государствами. При пожаре храма в 69 году (по словам Светония) погибло 3000 этих дощечек.
В седловине холма, между Капитолийским холмом и цитаделью, Ромул, по сказанию, устроил убежище. Здесь стоял храм «молодого Юпитера» или древнелатинского бога Вейовиса. Несмотря на свое значение крепости и святилища, Капитолийский холм стал застраиваться частными домами. После измены Манлия постановлено было, что более никто из патрициев не будет жить на Капитолийском холме. Не было строений только на большей части сев. стороны и на юго-востоке, на Тарпейской скале. Склон седловины к форуму занят был громадным зданием (tabularium), развалины которого сохранились до настоящего времени; оно должно было служить государственным архивом.
У подножия Капитолия вблизи сегодняшней Piazza Aracoeli сохранились руины инсулы, многоквартирного дома. Ещё Тацит упоминал это строение в северной оконечности Капитолия, которое, по его словам, имело такую же высоту что и сам холм — до 30 метров.

### Средние века
В средние века на Капитолийском холме было лишь одно монументальное здание — церковь святой Марии в Арачели, на северной вершине. С восстановлением римского сената в 1143 году Капитолийский холм снова получил значение как идеальный и административный центр города. Площадь его до 1477 года служила главным рынком; над развалинами табулария построен был похожий на крепость дворец сенаторов.

### Новое время

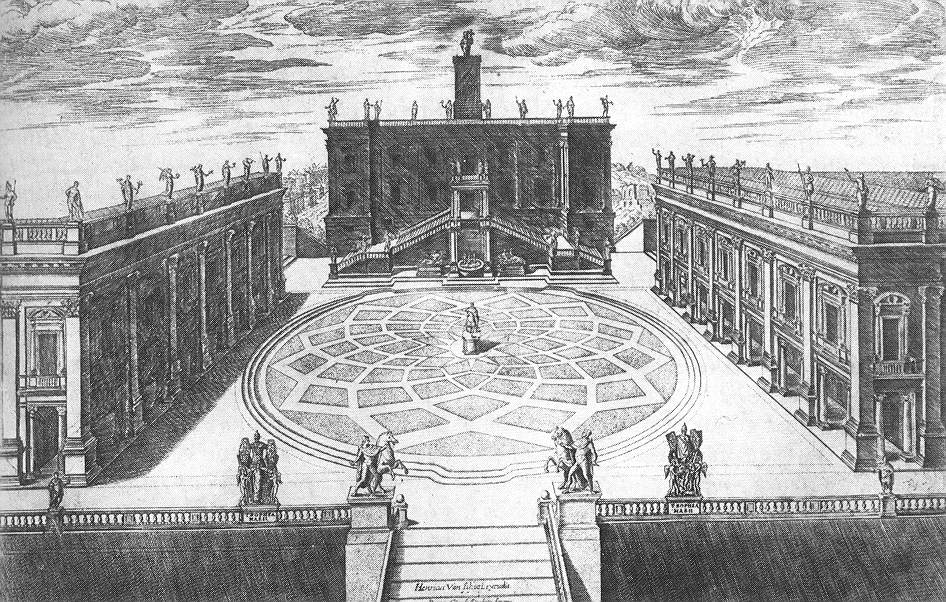
Э. Дюперак. Капитолий. 1568. Офорт

Капитолий в 1880-е года.

В 1536—1538 годах Микеланджело разрабатывал план оформления Кампидолио (Капитолийской площади), который с некоторыми отклонениями был приведен в исполнение в следующие 100 лет и придал Капитолийскому холму его нынешний вид. Микеланджело начал работать над переделкой фасада Дворца сенаторов. Подъём на Капитолий начинается против Марсова поля и идёт по широкой террасе (Кордонате), построенной при Пие IV (1559—1565) и украшенной наверху двумя колоссальными мраморными статуями Диоскуров (Кастора и Поллукса). Статуи эти были найдены в XVI веке на развалинах античного Рима. Внизу в основания лестницы находятся две каменные скульптуры древнеегипетских львов, поставленные в качестве фонтанов.
Площадь, середину которой занимает перенесенная сюда (вопреки первоначальному проекту Микеланджело) конная статуя Марка Аврелия, слева ограничена великолепным капитолийским музеем (построенным в 1644—1655 годах Райнальди); направо находится «палаццо консерваторов», построенное Кавальери (в 1564—1568 годах), с хранилищем редкостей. Против входа возвышается оконченный Райнальди в 1592 году дворец сенаторов, с двойной террасой и высокой башней, построенной Мартино Лонги в 1579 году. Главный зал дворца служит для заседаний римского городского совета.
Самая северная вершина Капитолия в настоящее время занята памятником королю Виктору Эммануилу II, фундамент которого был заложен в 1885 году.

## Старый Капитолий
В Риме также был старый Капитолий (Capitolium vetus), по преданию — древнее святилище сабинов, находившееся на холме Квиринале; отсюда уже оно перенесено на Капитолийский холм, раньше — по преданию — называвшийся Сатурнийским или Тарпейским. Название Капитолий удержалось за святилищем на Квиринале и позже; посвящения малоазийских общин времён митридатовой войны стояли в Риме в двойном количестве экземпляров: одни в Капитолии новом, другие — в старом.